# Potito Valerio Messalla
Potito Valerio Messalla (latino: Potitus Valerius Messalla; ca. 70 a.C. – post 17 a.C.) è stato un politico romano, nominato console suffetto nel 29 a.C.

## Biografia
Era probabilmente un figlio di Marco Valerio Messalla Rufo, console del 53 a.C., e quindi fratello di Marco Valerio Messalla, console suffetto nel 32 a.C.
Ebbe probabilmente due figli: Manio Valerio Messalla Potito e Lucio Valerio Messalla Voleso, console del 5. Nel 17, Messala partecipò ai giochi secolari.

## Carriera
Fu triumvir monetalis intorno al 42 a.C. e circa nel 32 a.C. fu nominato pretore. Diventò console suffetto nel 29 a.C. e proconsole in Asia fino al 23 a.C.. Intorno al 19-18 a.C. fu legato pro pretore in Siria